# Житомирська обласна філармонія
Житомирська обласна філармонія ім. С. Ріхтера — державний концертний заклад у місті Житомирі, заснований 1938 року.

## Історія
Будівля філармонії зведена 1858 року і первісно була приміщенням театру та зведена за проектом відомого архітектора Івана Штромма. Стиль – неокласицизм. За історичними джерелами, це найстаріший театр на території України. В цій будівлі виступало багато знаменитостей, величезна кількість ансамблів – це українська трупа М. Л. Кропивницького та М. П. Старицького, І. К. Карпенко-Карий, М. К. Садовський, М. К. Заньковецька, Михайло Щепкін, Айра Олдрідж, Леонід Собінов, Томмазо Сальвіні, Віра Комісаржевська, Іван Козловський, Д. Гнатюк, М. Кондратюк, О. Басистюк, П. Майборода, О. Білаш. Іван Тургенев тут слухав виступ французької співачки Поліни Віардо.
Ось уже вісімдесят років зі сцени лунає найякісніша музика для найвибагливіших слухачів. Завдяки майстерності артистів Житомирська обласна філармонія ім. С. Ріхтера гідно представляє музичне мистецтво як в Україні, так і за її межами.
В даний час, Житомирська обласна філармонія ім. С. Ріхтера працює у приміщенні після капітального ремонту. Має хорошу репетиційну базу, чудовий концертний зал на 420 місць, малу залу на 70 місць, потужний творчий потенціал. Колектив Житомирської філармонії спроможний організовувати концерт на будь-який смак, на найвищому рівні.

## Ремонт
Підчас ремонту в 2011 році на історичній будівлі було збито весь оригінальний декор, замінивши його пінопластовим. Також будівля отримала новий дах, вікна та колір фасаду. 
Всередині філармонії було також проведено повне оновлення усього декору і вигляду, були зафарбовані оригінальні розписи стелі, які ще були створені італійськими майстрами, був доданий новий невідповідний будівлі декор. Загалом весь інтерʼєр намагались зробити в необароковому стилі.
Після ремонту будівля отримала зовсім новий вигляд, який не мав нічого спільного з автентичним виглядом будівлі. Був повністю втрачений оригінальний декор, розписи та акустика залу. Через дешеві і невідповідні матеріали будівля втратила автентичний вигляд, тому сьогодні вона не нагадує будівлю, якій майже 170 років. 
Загалом подібні ремонти не могли б відбутись на памʼятці архітектури через те, що єдиний допустимий вид робіт - це реставрація, а не ремонт.

## Колективи
При філармонії працюють Поліський академічний ансамбль пісні і танцю “Льонок” ім. Івана Сльоти, Академічна хорова капела «Орея», гурт «Древляни», Камерний оркестр, ФАНО «Родослав», тріо «Filando».